# 訃報 2000年10月
訃報 2000年10月（ふほう 2000ねん10がつ）では、2000年（平成12年）10月中に物故した、又は物故が報じられた人物についてまとめる。

## （1日 - 15日）

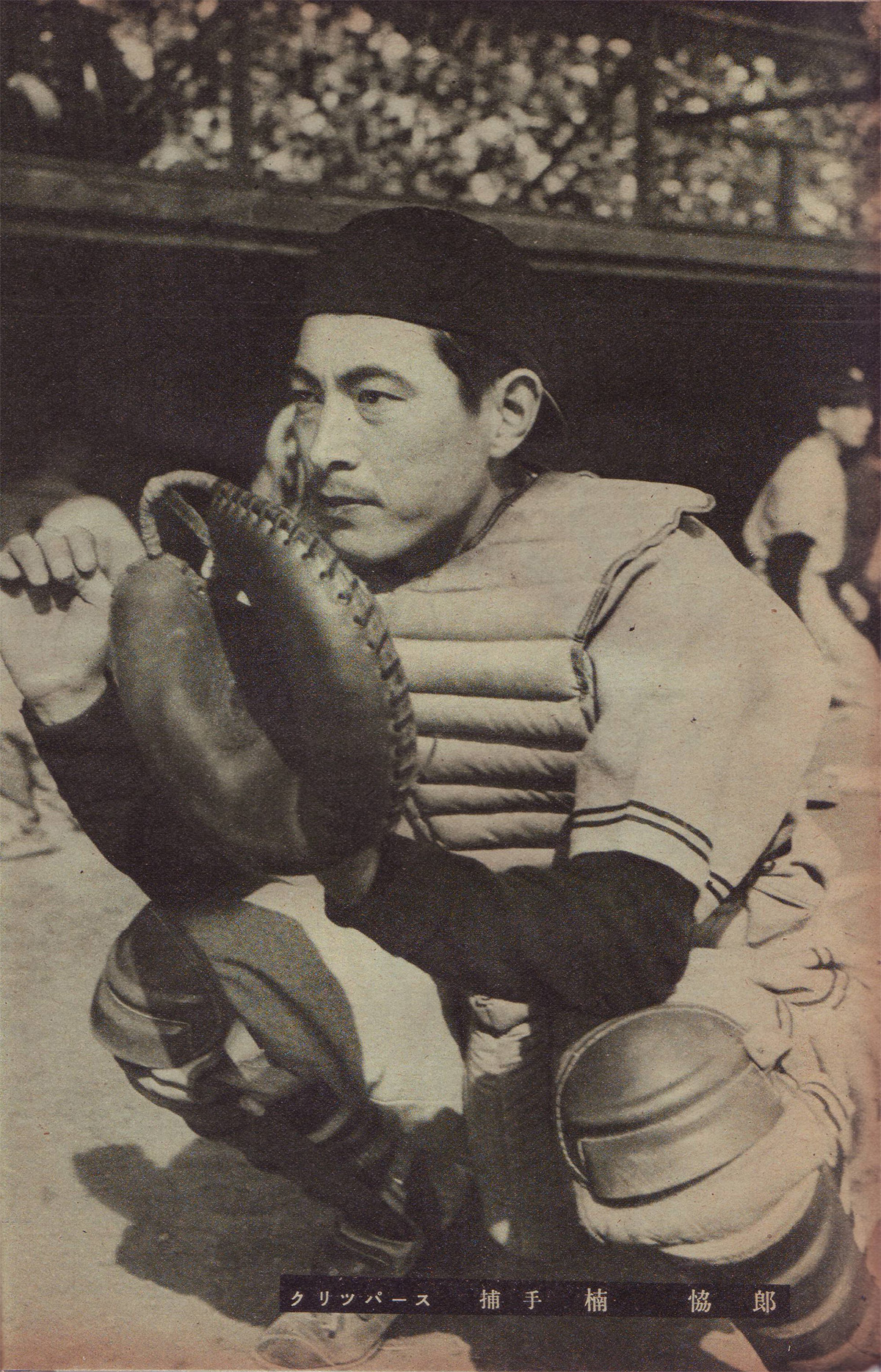
楠安夫／10月9日没

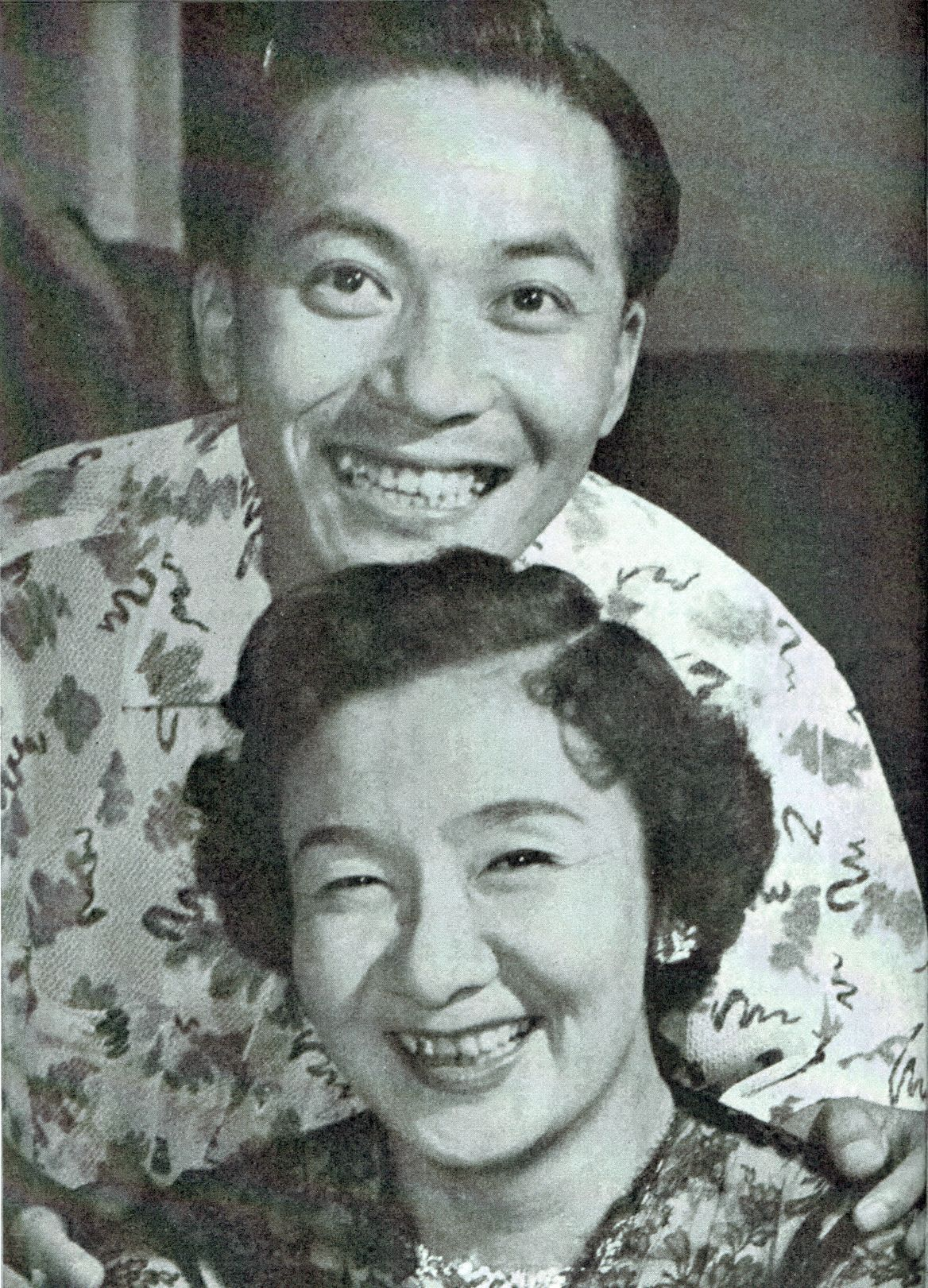
ミヤコ蝶々（下）／10月12日没

- 10月4日 - 芹川有吾、アニメーション演出家、脚本家（* 1931年）
- 10月5日 - 永倉万治、作家（* 1948年）
- 10月6日 - 齋藤裕、実業家（* 1920年）
- 10月8日 - 山内リエ、走り幅跳び・走り高跳び陸上競技選手（* 1922年）
- 10月8日 - 高木仁三郎、物理学者（* 1938年）
- 10月9日 - 楠安夫、プロ野球選手（* 1920年）
- 10月12日 - ミヤコ蝶々、女優、漫才師（* 1920年）
- 10月13日 - 藤井将雄、プロ野球選手（* 1968年）
- 10月14日 - 徳山二郎、実業家、経済評論家（* 1919年）
- 10月15日 - 稲垣人司、高校野球指導者（* 1932年）

## （16日 - 31日）

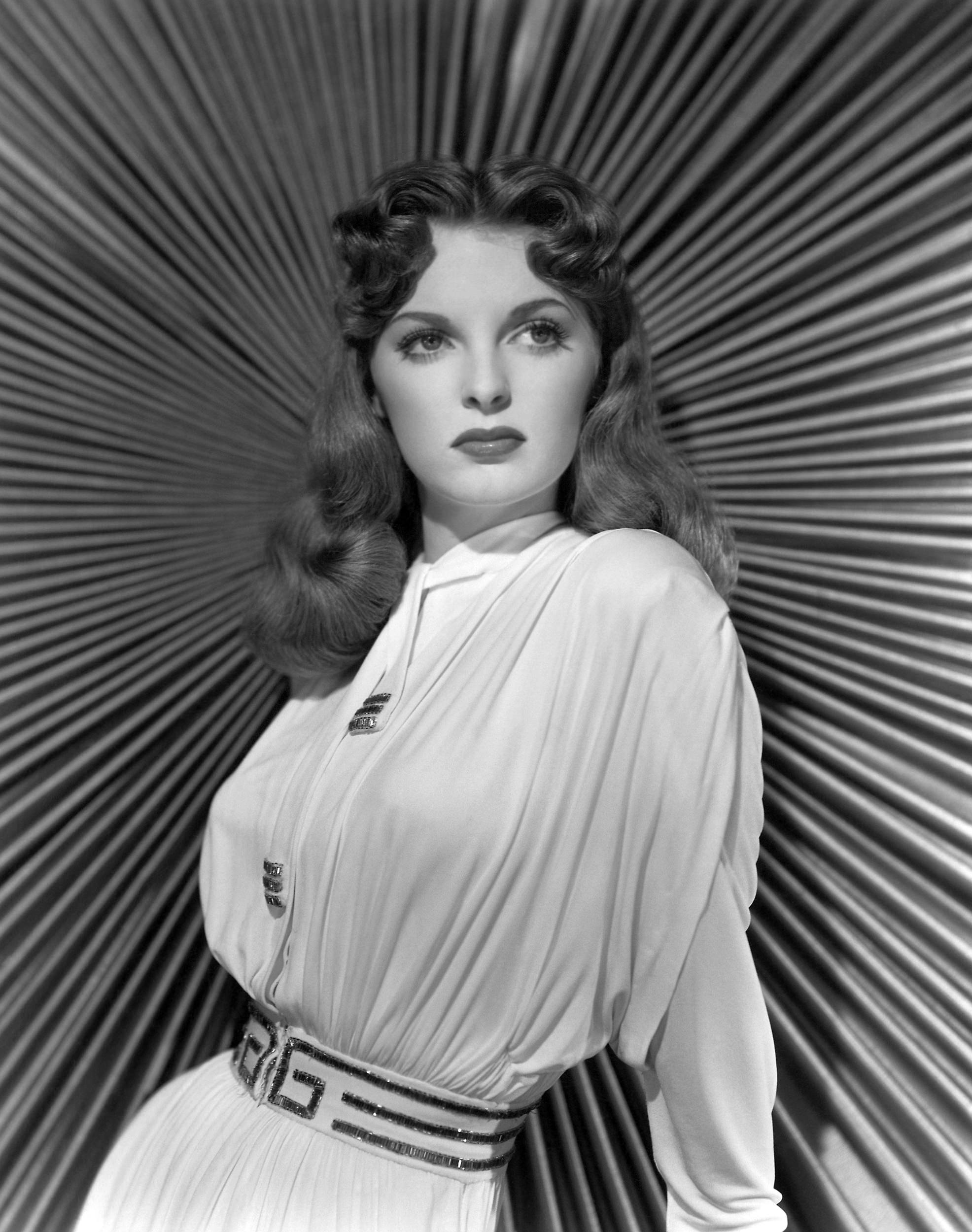
ジュリー・ロンドン／10月18日没

- 10月16日 - リック・ジェイソン、俳優（* 1923年）
- 10月18日 - ジュリー・ロンドン、 女優・歌手（* 1926年）
- 10月22日 - 髙田三郎、作曲家、指揮者（* 1913年）
- 10月22日 - 新山彰忠、プロ野球選手（* 1939年）
- 10月25日 - 春木榮、実業家（* 1899年）
- 10月26日 - 市橋とし子、人形作家（* 1907年）
- 10月30日 - 二代目神田山陽、講談師（* 1909年）
- 10月31日 - 与謝野道子、評論家、随筆家（* 1915年）
- 10月31日 - 服部一男、プロ野球選手（* 1918年）
- 10月31日 - 真鍋博、イラストレーター（* 1932年）
- 10月31日 - 華月、Raphael (バンド) のメンバー（* 1981年）